# Jiří Vojtěchovský
Jiří Vojtěchovský (16. září 1917 Strašnice – 22. listopadu 2001) byl za 2. světové války odbojář, podporovatel škpt. Václava Morávka a výsadku Anthropoid, po válce evangelický farář, který jako poslední mluvil s Dr. Miladou Horákovou jen několik hodin před její popravou.

## Život
Jiří Vojtěchovský se narodil 16. září 1917 ve Strašnicích (dnes Praha 10 – Strašnice) jako nejmladší syn do rodiny Josefa Vojtěchovského (* 27. září 1873), majitele statku ve Strašnicích, a Anny Vojtěchovské, rozené Sixtové (* 19. února 1884), původem z Velimi. Rodiče byli oddáni 6. května 1905 v evangelickém chrámu Páně ve Velimi. Měl dva starší bratry: Miroslava (někdy též Miloslav, * 10. února 1906) a Vlastimila (* 12. března 1911). Další bratr Josef (Pepoušek), pokřtěný Josef Jan, zemřel v dětském věku (* 5. prosince 1908 – † 22. září 1910). Jiřího strýc (matčin bratr) Josef Sixta (* 20. února 1890) byl známý pražský advokát.
Jeho rodiče se významně podíleli na vzniku strašnického farního sboru Českobratrské církve evangelické. Jiřího dědeček Josef Vojtěchovský starší (1845–1931) byl prvním předsedou, jeho otec Josef Vojtěchovský mladší (1873–1938) byl místopředsedou evangelické kazatelské stanice ve Strašnicích založené v roce 1925. Rodina Vojtěchovských dokonce zapůjčila místnosti ve svém domě ke konání prvních bohoslužeb a v roce 1930 stála u zrodu strašnického sborového domu (dodnes na adrese Kralická 1001/4, Praha 10-Strašnice). V roce 1937 pak byl ustaven samotný sbor, který Vojtěchovští finančně podporovali, již roce 1931 pro tyto účely založili „Dotační fond rodiny Vojtěchovských“.
Rodina Vojtěchovských byla rovněž aktivní v Sokole. Otec Josef Vojtěchovský byl členem TJ Sokol Strašnice již od jejího založení v roce 1908 a dlouhé roky působil ve vedení jednoty jako starosta či I. náměstek. Členy Sokola byla i matka Anna, strýc Jan (otcův bratr) a bratři Miroslav a Vlastimil.
Jiří Vojtěchovský studoval evangelickou teologickou fakultu, která sídlila před válkou v pražském Klementinu. Jeho studium bylo nuceně přerušeno v roce 1939, když 17. listopadu došlo k uzavření českých vysokých škol. Jeho nejstarší bratr Miroslav Vojtěchovský byl vyučený zámečník a měl s manželkou Marianne, rozenou Schlafovou (* 1914) syna Josefa (po pár letech se ale rozvedli). Miroslav si v prostorách rodinného statku v Katteho ulici čp. 12 (dnes Ke Strašnické 1210/13, v místě je sídliště) zřídil zámečnickou dílnu a autodílnu a zároveň výrobnu a opravnu zemědělských strojů.

### 2. světová válka: v odboji
Za německé okupace se Miroslav a Jiří Vojtěchovský zapojili do sokolského odboje v rámci organizace „Jindra“ a přes pplk. Václava Nováka z Uhříněvsi, Františka Kotrbu a bratry Miroslava a Otakara Šrámkových spolupracovali s pplk. Josefem Mašínem a škpt. Václavem Morávkem ze skupiny "Tři králové".
V červenci až září roku 1941 vysílala ze statku Vojtěchovských vysílačka SPARTA I, obsluhovaná radisty Jindřichem Klečkou a Otto Linhartem. V zimě a na jaře roku 1942 se zde konaly schůzky výsadkářů Jozefa Gabčíka, Jana Kubiše (oba operace Anthropoid) a Josefa Valčíka (operace Silver A), ale i Oldřicha Dvořáka (operace Steel) s podporovateli parašutistů, např. s Ladislavem Vaňkem, Oldřichem Frolíkem, Karlem Pavlíkem, pplk. Václavem Novákem a s dalšími. Několikrát zde přespal škpt. Václav Morávek. V zahradním altánu u statku přespávali Jozef Gabčík, Jan Kubiš, Josef Valčík.
V únoru a březnu 1942 se Jiří Vojtěchovský a Miroslav Vojtěchovský spolu s bratry Otakarem a Miroslavem Šrámkovými, Oldřichem Frolíkem, Karlem Pavlíkem, pplk. Václavem Novákem a dalšími odbojáři aktivně účastnili příprav doskokové (shazovací) plochy u Uhříněvse v blízkosti vršku Jankov. Informační únorová schůzka, na které se skupina sešla s parašutisty Jozefem Gabčíkem a Janem Kubišem, proběhla na statku Vojtěchovských. V Uhříněvsi se skupina scházela v bytě pplk. Václava Nováka a u místa zvaného "Tři kameny" (rozcestí U tří kamenů), aby v okolí jankovského remízku vytyčili místa pro signalizační světla. Na začátku března 1942 u Jankova skupina dvakrát čekala na přílet letadla. Ta však nepřiletěla a zdejší doskokové plochy nakonec využity nebyly.
Jeho bratr Miroslav Vojtěchovský byl zatčen 15. května 1942 na základě udání, že přechovává zbraně a vysílačku. Byl odsouzen k trestu smrti a 30. června 1942 zastřelen na Kobyliské střelnici v Praze. Miroslavova bývalá žena Marianne byla deportována do Terezína a její další osud je nejistý (podle některých zdrojů zahynula v Osvětimi). Gestapo zatklo i Jiřího Vojtěchovského, pro nedostatek důkazů byl po několika dnech propuštěn. Prostřední z bratrů, Vlastimil Vojtěchovský, zatčení unikl, protože v té době pobýval ve Skotsku na studiích. Živil se jako účetní.
Po těchto událostech se Jiří Vojtěchovský ukryl v evangelickém ústavu v Krabčicích.

### Po válce: jako farář
Po válce dokončil Jiří Vojtěchovský přerušená studia na Husově teologické fakultě a stal se farářem. Jeho prvním působištěm byl od roku 1946 sbor ve Velimi u Kolína, odkud pocházela jeho rodina z matčiny strany. S manželkou Lydií, rozenou Sekerkovou (* 30. října 1924), která pocházela také z tradičního evangelického prostředí, měl dva syny: Petra Vojtěchovského (* 1945), který celý život pracoval ve stavebnictví, a Miroslava Vojtěchovského (1947–2024), který se stal známým fotografem skla a vysokoškolským pedagogem.
V noci ze 26. na 27. června 1950 se v pankrácké věznici směl setkat s Dr. Miladou Horákovou, jen několik hodin před její popravou, když to faráři jejího smíchovského sboru Janu Kučerovi (1894–1973) nebylo povoleno. Byl tak poslední, kdo s ní mluvil.
V roce 1950 se přestěhoval do Humpolce, kde působil od 1. října v evangelickém sboru. Součástí jeho služby byla také nedělní evangelická škola pro děti, v průběhu prázdnin pořádal letní evangelické tábory. Na faře v Humpolci vybudoval Jiří Vojtěchovský se synem Miroslavem loutkové divadlo, kde hrávali každou sobotu představení pro děti. Kvůli problémům se státní bezpečností rezignoval na farářský post a v období 1963–1966 byl mimo církevní službu. Pracoval v dělnických profesích. Poté se opět vrátil k aktivní službě, krátce byl farářem v Letohradu a v období 1969–1983 působil v Hlinsku.
Jiří Vojtěchovský zemřel 22. listopadu 2011. Pohřben je na evangelickém hřbitově v Hradišti u Nasavrk v rodinném hrobu své manželky Lydie (30. října 1924 – 25. srpna 2008), dlouholeté kurátorky hradišťského sboru.

## Galerie

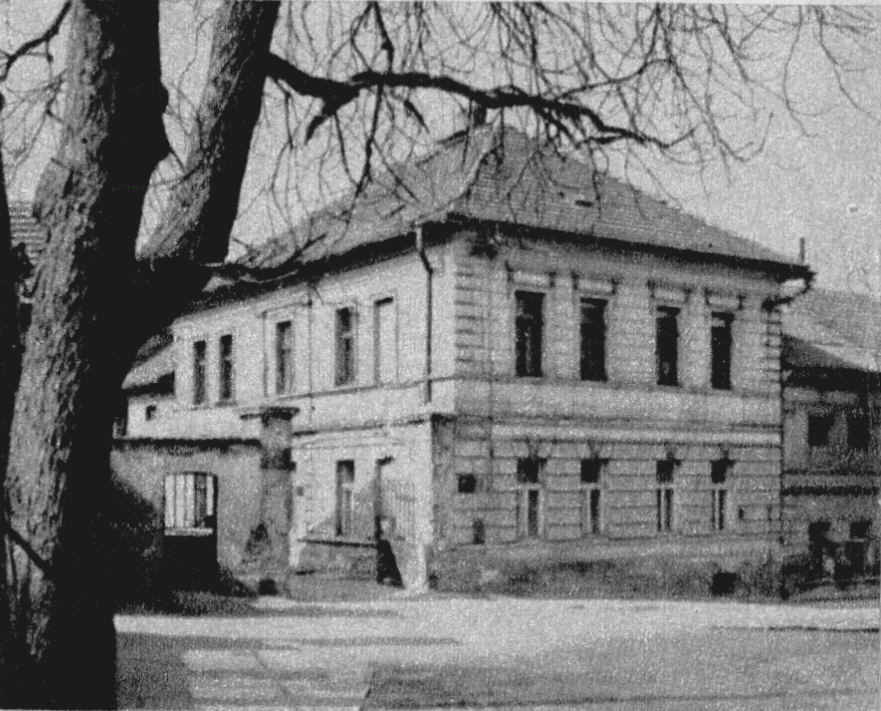
Statek bratří Vojtěchovských na dobové fotografii
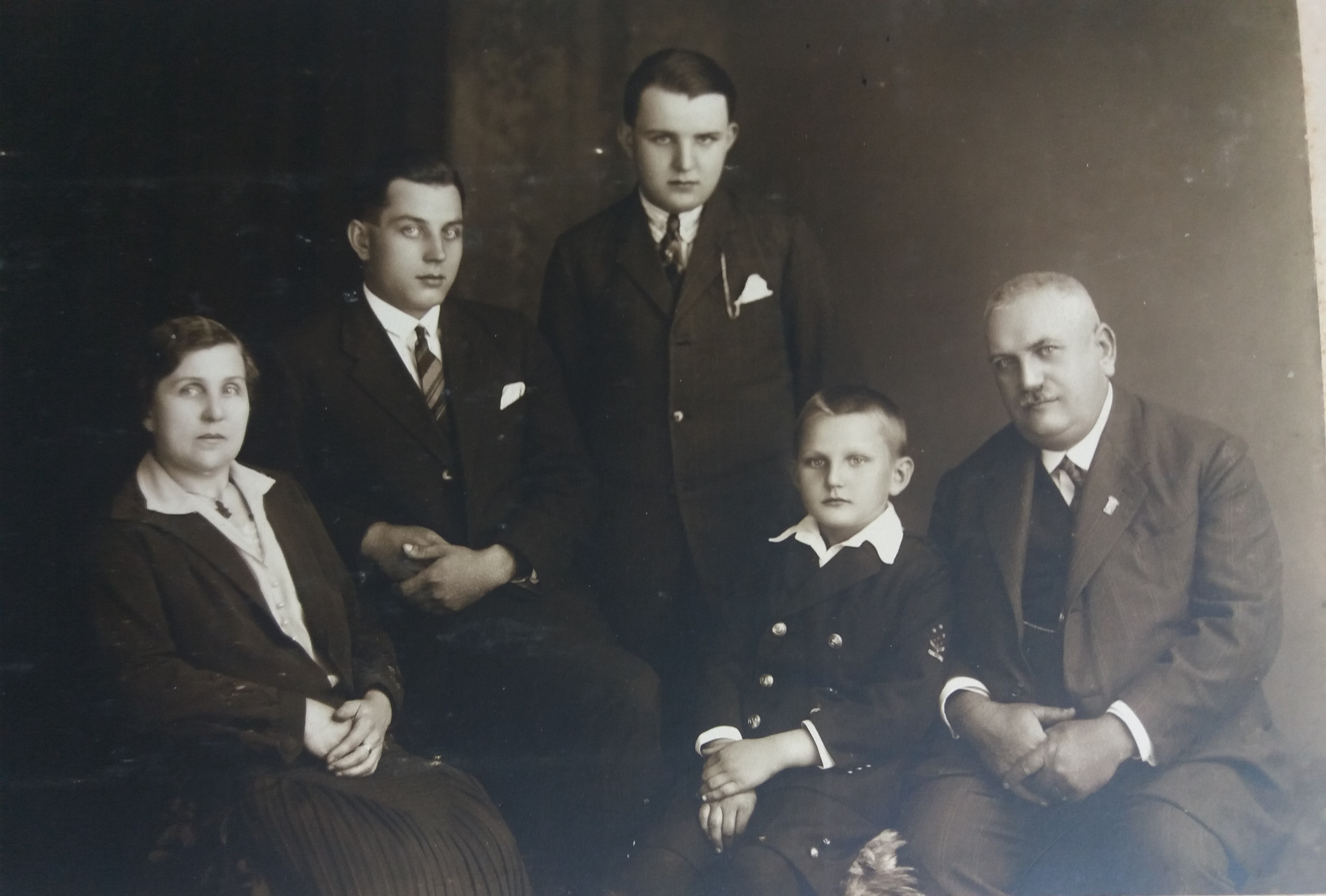
Rodina Vojtěchovských, zleva: matka Anna Vojtěchovská, synové Miroslav, Vlastimil, Jiří, a otec Josef Vojtěchovský, cca. 1930
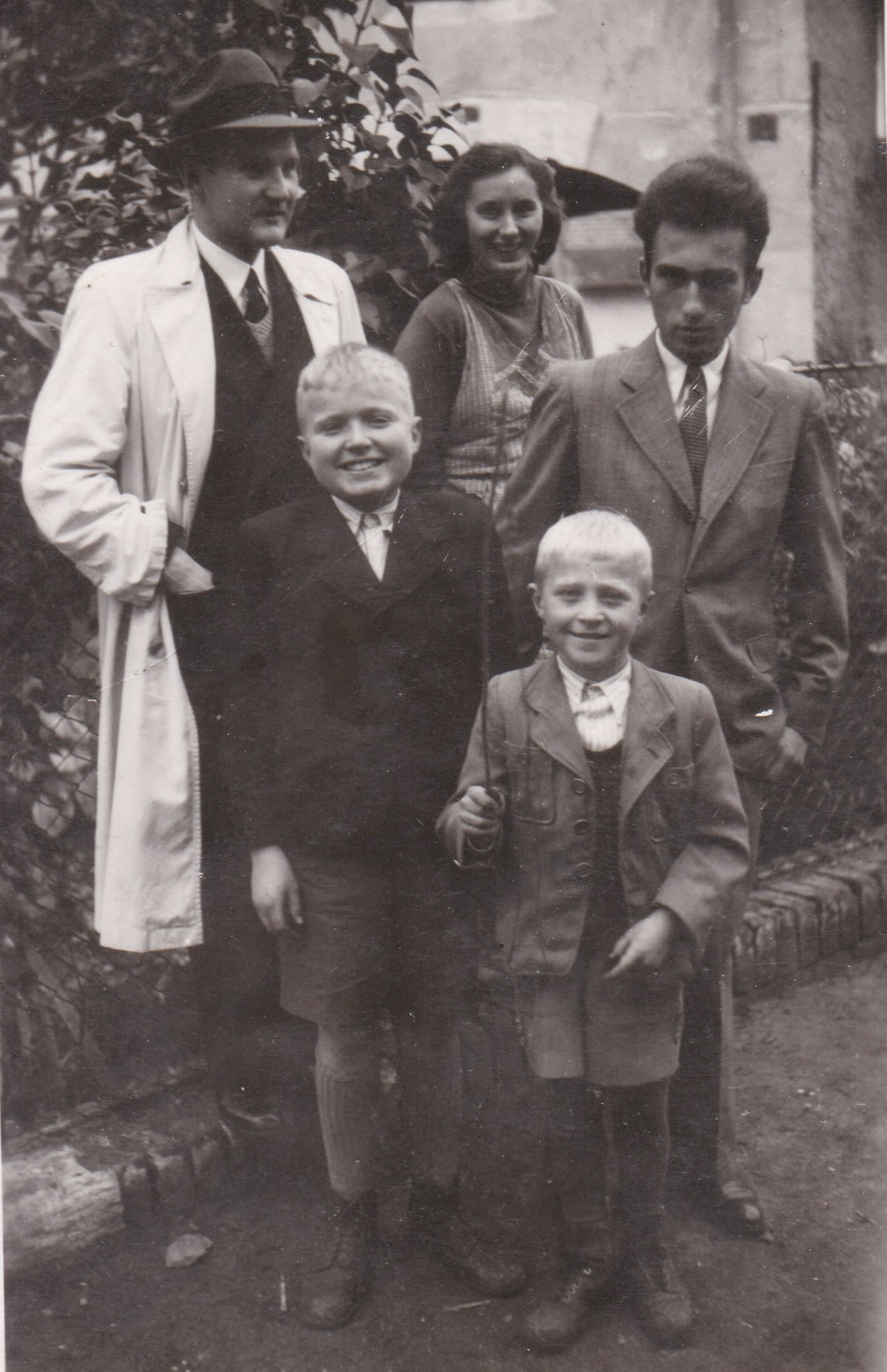
Jiří Vojtěchovský s příbuznými ve Velimi, zleva: v bílém plášti Jiří Vojtěchovský, služebná Marie, bratranec Jindřich, bratranec Jaroslav a Jiří Sixta, později překladatel a redaktor Mladé fronty, 1945
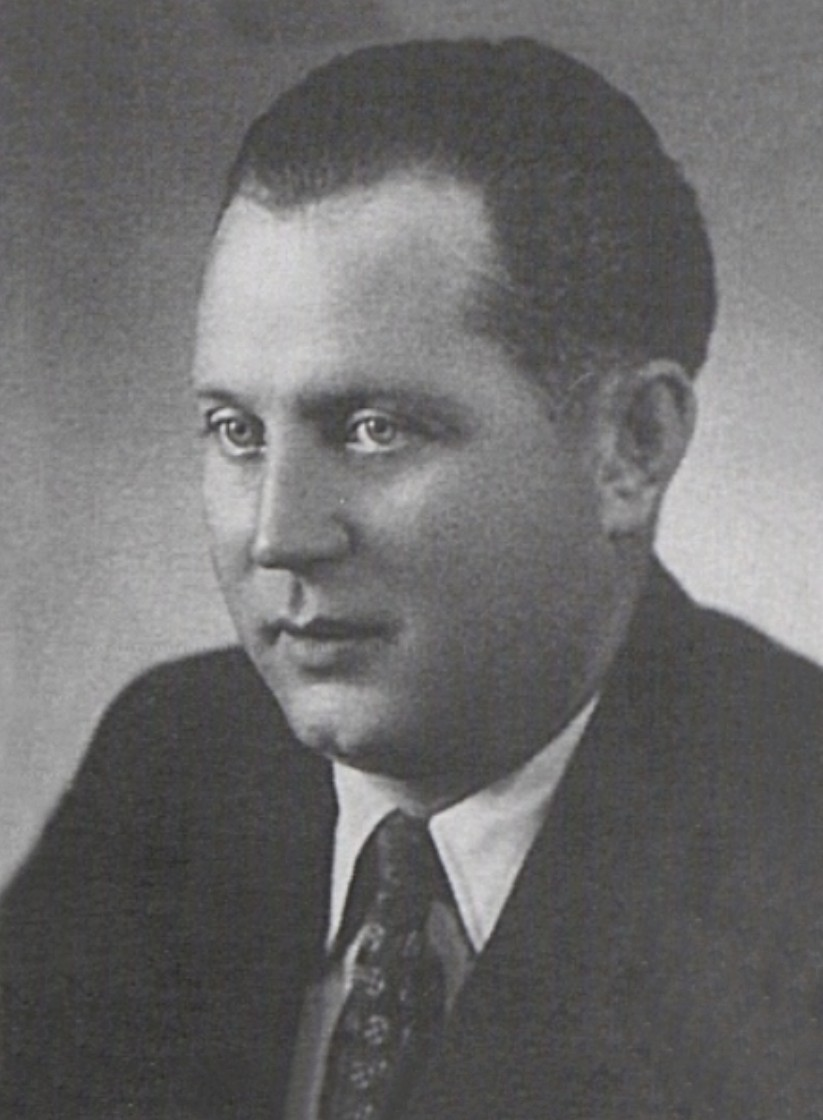
Bratr Miroslav Vojtěchovský
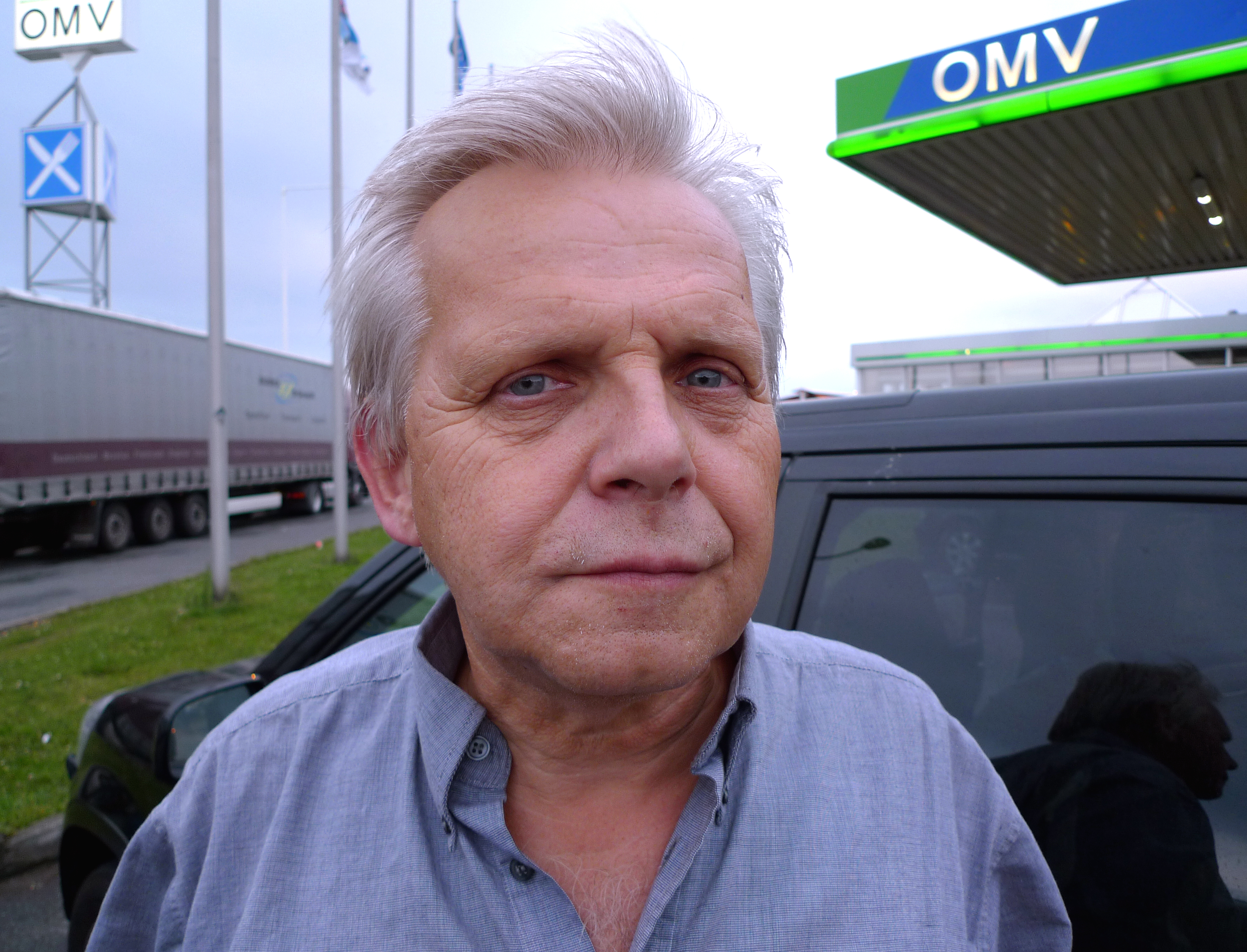
Syn Miroslav Vojtěchovský
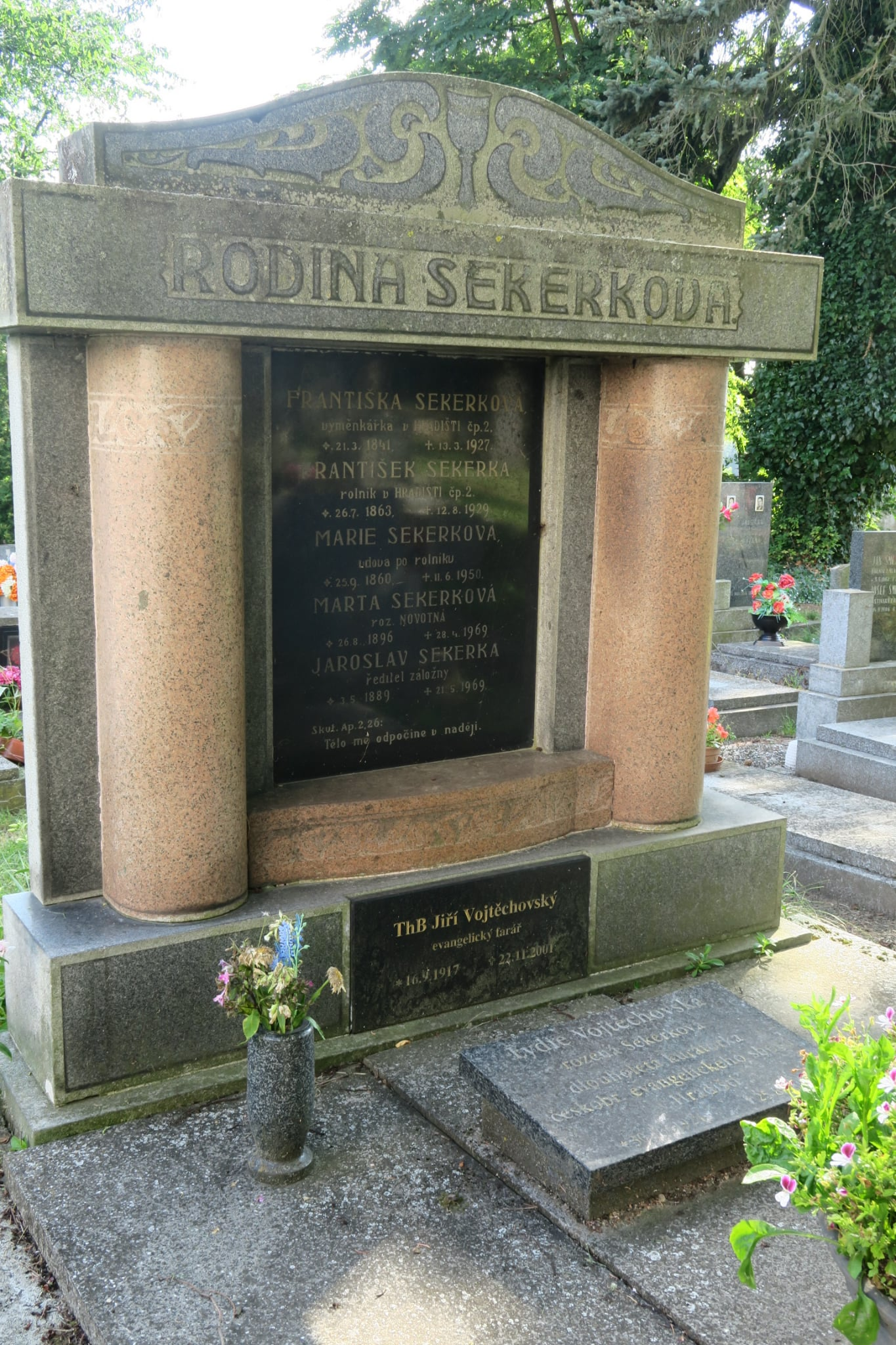
Rodinný hrob na evangelickém hřbitově v Hradišti u Nasavrk, místo posledního odpočinku ThB Jiřího Vojtěchovského
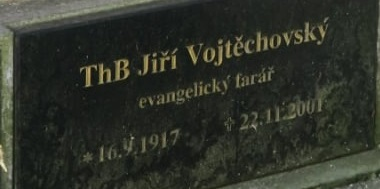
Detail náhrobku se jménem ThB Jiřího Vojtěchovského, evangelický hřbitov v Hradišti u Nasavrk